# Hongdu JL-8
Die Hongdu JL-8 (chinesisch 教練-8 / 教练-8, Pinyin Jiàoliàn-Bā – „Trainer-8“), auch bekannt als K-8 Karakorum, ist ein Trainingsflugzeug und leichtes Angriffsflugzeug der Hongdu Aviation Industry Corporation (HAIG). Sie entstand in Zusammenarbeit mit dem Pakistan Aeronautical Complex (PAC).

## Entwicklung
Die K-8 entstand Ende der 1980er-Jahre als Gemeinschaftsprojekt zwischen China und Pakistan. Der erste Prototyp wurde 1989 fertiggestellt und startete am 21. November 1990 zum Erstflug. Ursprünglich war geplant, die K-8 in beiden Staaten parallel zu fertigen. Dieser Plan wurde aus finanziellen Gründen schnell aufgegeben und die Fertigung vollständig nach China verlegt.
Spät im 1994 wurden die ersten 6 Flugzeuge zur Erprobung an Pakistan übergeben. Die nächsten 6 Flugzeuge folgten im Oktober 1995.
Sie gehörten zur ersten Serie von 15 gebauten Flugzeugen.
Ägypten baute aufgrund eines 1999 geschlossenen Vertrags 80 Flugzeuge in Lizenz. In der ersten Phase wurden aus China gelieferte Baugruppen in Ägypten zusammen gebaut. In späteren Phasen übernahm die ägyptische Industrie die Fertigung von Bauteilen. 2001 waren die ersten zwei Maschinen zusammengebaut. Bis am 12. Dezember 2005 waren die 80 Flugzeuge aus der Baugruppenmontage fertig. Es folgten 40 Flugzeuge im Lizenzbau mit Produktion in Ägypten.
2006 wurde eine erneuerte Variante für Pakistan produziert als K-8P.

## Konstruktion
Bei der Konstruktion der K-8 wurde besonders auf Zuverlässigkeit und einfache Wartung Wert gelegt. Ihre Robustheit und der geringe Anschaffungspreis machen sie attraktiv für Staaten der Dritten Welt.

## Nutzerstaaten
- Ägypten: 118 (Lizenzfertigung)[Fn. 1]
- Angola: 12[Fn. 2]
- Bangladesch: 14[Fn. 2][6]
- Bolivien: 4[Fn. 3] (sie wurden einschließlich Ersatzteilen für 60 Mio. US-Dollar gekauft, kamen in Einzelteile zerlegt am 29. Juni 2011 in Bolivien an und wurden dort von chinesischen Technikern montiert)
- Ghana: 4
- Volksrepublik China: 170[Fn. 4]
- Ghana: 4[Fn. 5]
- Laos: 4
- Myanmar: 36 (25 in Bestellung)[Fn. 5]
- Namibia: 11[Fn. 5]
- Pakistan: 38[Fn. 6]
- Sambia: 15[Fn. 6][7]
- Simbabwe: 10[Fn. 6]
- Sri Lanka: 7[Fn. 5]
- Sudan: 5[Fn. 5]
- Tansania: 4[Fn. 5]
- Venezuela: 23[Fn. 2]

Quelle: World Air Forces 2025.

## Technische Daten
| Kenngröße                   | Daten der Hongdu K-8 Karakorum                                          |
| --------------------------- | ----------------------------------------------------------------------- |
| Besatzung                   | Pilot und Flugschüler oder Pilot und Waffensystemoperateur              |
| Länge                       | 11,6 m                                                                  |
| Spannweite                  | 9,63 m                                                                  |
| Höhe                        | 4,21 m                                                                  |
| Flügelfläche                | 17,02 m²                                                                |
| Flügelstreckung             | 5,4                                                                     |
| Rüstmasse                   | 2687 kg                                                                 |
| max. Startmasse             | 4330 kg                                                                 |
| Höchstgeschwindigkeit       | 800 km/h (auf Meereshöhe)                                               |
| max. Flugdauer              | 3,0 h                                                                   |
| Dienstgipfelhöhe            | 13.000 m                                                                |
| Anfangssteiggeschwindigkeit | 27 m/s                                                                  |
| Reichweite                  | 2250 km (mit zwei 250-l-Abwurftanks), 1487 km (mit internem Treibstoff) |
| Triebwerk                   | ein Mantelstromtriebwerk Honeywell TFE731-2A-2A mit 16,0 kN Standschub  |
| max. Waffenlast             | 943 kg                                                                  |

### Bewaffnung
- Ein 23-mm-Kanonenbehälter unter dem Rumpf
- Vier Unterflügelstationen für Bomben, Raketenbehälter und Lenkwaffen mit max. 943 kg